# Figlie del Sacro Cuore di Gesù (Guadalajara)
Le Figlie del Sacro Cuore di Gesù (in spagnolo Hijas del Sagrado Corazón de Jesús) sono un istituto religioso femminile di diritto pontificio: le suore di questa congregazione pospongono al loro nome la sigla H.S.C.J.

## Storia

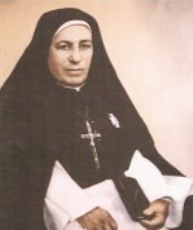
María Venegas de la Torre, prima superiora generale della congregazione

La congregazione venne fondata da Atenógenes Silva y Álvarez Tostado (1848-1911), canonico cattedrale a Guadalajara (poi vescovo di Colima e Michoacán), assieme a cinque sue penitenti che avevano manifestato l'intento di abbracciare la vita religiosa: il 2 febbraio 1886 aprirono a Guadalajara l'ospedale gratuito del Sagrado Corazón, per l'assistenza ai malati cronici poveri.
Nel 1905 entrò nella congregazione María Venegas de la Torre (1868-1959), che venne eletta superiora nel 1921 e diede un notevole contributo all'organizzazione e alla diffusione dell'ancor giovane istituto, tanto da esserne considerata cofondatrice. La Venegas redasse anche le prime costituzioni delle Figlie del Sacro Cuore, approvate dall'arcivescovo di Guadalajara José Francisco Orozco y Jiménez il 26 luglio 1930. L'istituto ha ricevuto il pontificio decreto di lode il 26 luglio 1930.
Beatificata nel 1992, la Venegas de la Torre è stata canonizzata da papa Giovanni Paolo II il 21 maggio 2000.

## Attività e diffusione
Le Figlie del Sacro Cuore si dedicano all'assistenza agli infermi, all'educazione religiosa e all'apostolato missionario.
Oltre che in Messico, sono presenti in Guatemala, nell'Honduras e in Guinea; la sede generalizia è a Guadalajara.
Al 31 dicembre 2005 l'istituto contava 188 religiose in 30 case.